# Station Edingen
Station Edingen is een spoorwegstation langs spoorlijn 94 en spoorlijn 123 in de stad Edingen.
Bij dit station zijn er kaartautomaten, informatieschermen en gratis fietsparking.
Een kopie van het stationsgebouw in Edingen werd later opgetrokken in station Marchienne-au-Pont.
Sinds 1 maart zijn de loketten van dit station enkel in de week geopend tussen 7 en 14.15 uur.

## Treindienst
| Serie       | Treinsoort          | Route                                                                                      | Bijzonderheden |
| ----------- | ------------------- | ------------------------------------------------------------------------------------------ | --- |
| IC 06       | Intercity (NMBS)    | Brussels Airport-Zaventem – Brussel-Zuid – Edingen – Doornik                               | |
| IC 18       | Intercity (NMBS)    | [ Doornik – Aat – Edingen – ] Brussel-Zuid – Namen – Luik-Guillemins – Luik-Sint-Lambertus | Rijdt alleen op werkdagen. Rijdt in de spits verder naar Doornik.                                                                                               |
| IC 26       | Intercity (NMBS)    | Kortrijk – Doornik – Edingen – Brussel-Zuid – Sint-Niklaas                                 | Rijdt alleen op werkdagen, laatste rit stopt bijkomend in elk station tussen Jette en Dendermonde.                                                              |
| S 5         | GEN (NMBS)          | [ Geraardsbergen – ] Edingen – Halle – Brussel-Schuman – Vilvoorde – Mechelen              | Rijdt in de spits van/naar Geraardsbergen. Rijdt in het weekend tussen Halle en Mechelen. Rijdt tijdens de vakantieperiode 1x/u enkel tussen Halle en Mechelen. |
| S 6         | GEN (NMBS)          | Zottegem – Denderleeuw – Geraardsbergen                                                    | Rijdt alleen op werkdagen. Tijdens de spits een rit vanaf Oudenaarde.                                                                                           |
| P 7510/8510 | Piekuurtrein (NMBS) | Moeskroen – Doornik – Edingen – Brussel-Zuid – Schaarbeek                                  | Rijdt alleen op werkdagen. Twee treinen verder als IC-18 naar Luik-Paleis.                                                                                      |

## Fotogalerij

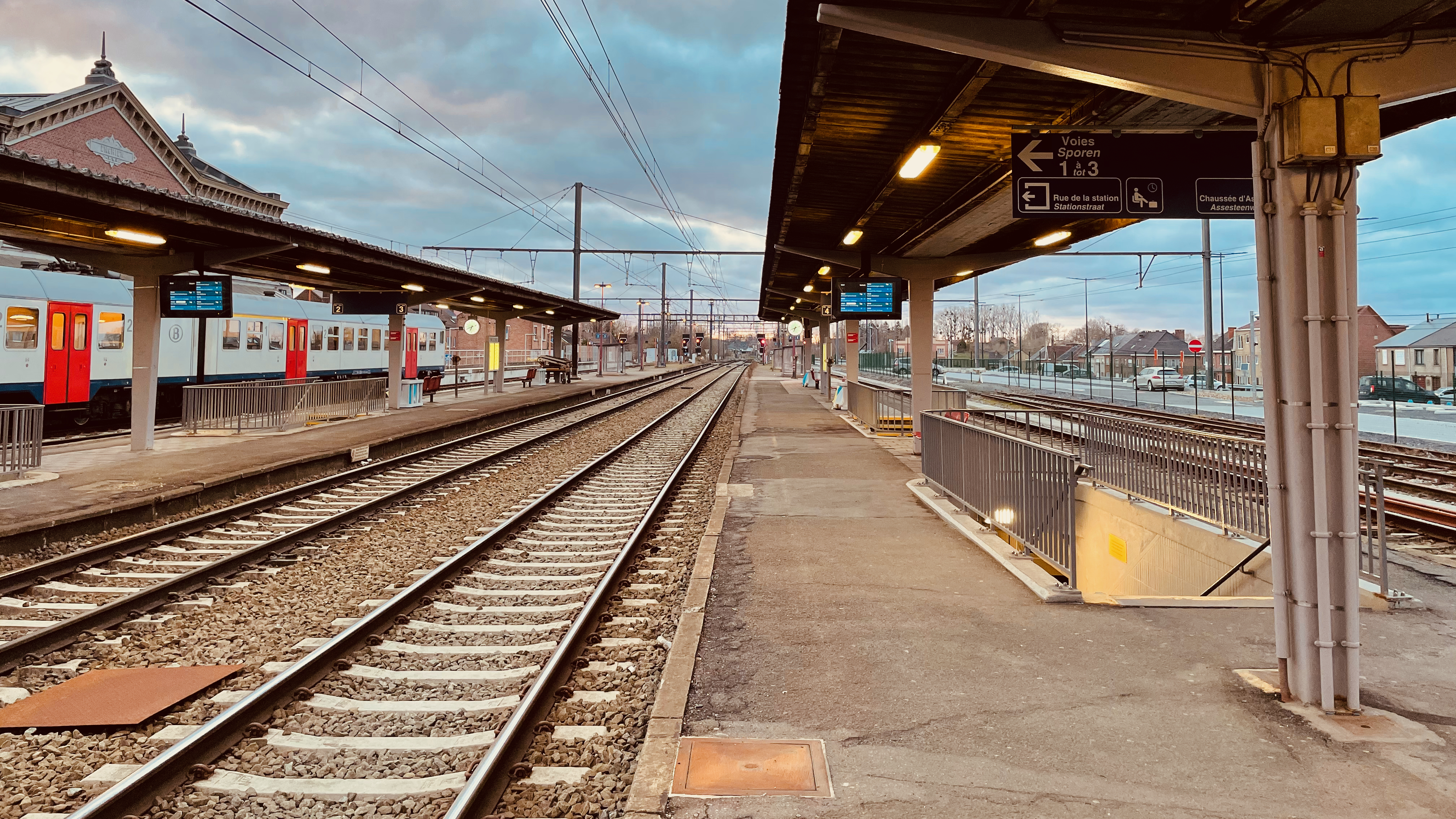
Zicht op de perrons
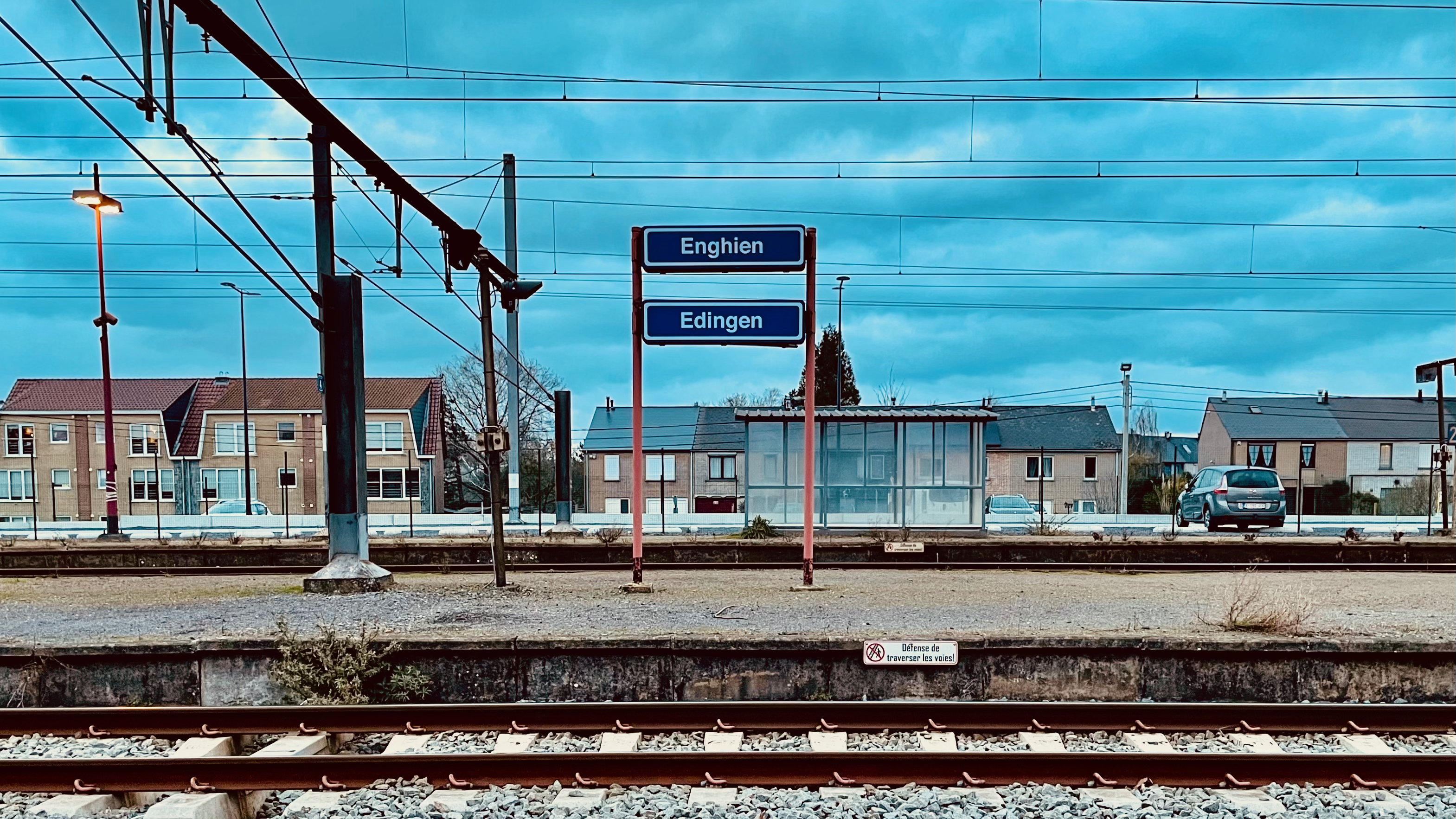
Een plaatsnaambord op een perron

## Reizigerstellingen
De grafiek en tabel geven het gemiddeld aantal instappende reizigers weer op een week-, zater- en zondag.
| Tabel: aantal instappende reizigers station Edingen | Tabel: aantal instappende reizigers station Edingen | Tabel: aantal instappende reizigers station Edingen | Tabel: aantal instappende reizigers station Edingen |
|                                                     | Weekdag                                             | Zaterdag                                            | Zondag                                              |
| --------------------------------------------------- | --------------------------------------------------- | --------------------------------------------------- | --------------------------------------------------- |
| 1977                                                | 3 247                                               | 784                                                 | 708                                                 |
| 1978                                                | 4 091                                               | 916                                                 | 575                                                 |
| 1979                                                | 3 808                                               | 898                                                 | 668                                                 |
| 1980                                                | 4 098                                               | 835                                                 | 647                                                 |
| 1981                                                | 4 764                                               | 944                                                 | 627                                                 |
| 1982                                                | 4 503                                               | 568                                                 | 533                                                 |
| 1983                                                | 5 478                                               | 601                                                 | 514                                                 |
| 1984                                                | 5 009                                               | 724                                                 | 663                                                 |
| 1985                                                | 3 565                                               | 575                                                 | 596                                                 |
| 1986                                                | 5 252                                               | 695                                                 | 498                                                 |
| 1987                                                | 3 926                                               | 489                                                 | 445                                                 |
| 1988                                                | 4 299                                               | 737                                                 | 702                                                 |
| 1989                                                | 3 945                                               | 614                                                 | 480                                                 |
| 1990                                                | 4 969                                               | 581                                                 | 541                                                 |
| 1991                                                | 5 197                                               | 670                                                 | 589                                                 |
| 1992                                                | 4 700                                               | 606                                                 | 487                                                 |
| 1993                                                | 4 582                                               | 599                                                 | 501                                                 |
| 1994                                                | 4 783                                               | 729                                                 | 613                                                 |
| 1995                                                | 4 188                                               | 718                                                 | 578                                                 |
| 1996                                                | 4 069                                               | 612                                                 | 456                                                 |
| 1997                                                | 3 797                                               | 696                                                 | 484                                                 |
| 1998                                                | 3 860                                               | 630                                                 | 435                                                 |
| 1999                                                | 4 064                                               | 688                                                 | 497                                                 |
| 2000                                                | 4 082                                               | 750                                                 | 794                                                 |
| 2001                                                | 4 069                                               | 752                                                 | 676                                                 |
| 2002                                                | 3 601                                               | 650                                                 | 530                                                 |
| 2003                                                | 3 056                                               | 738                                                 | 652                                                 |
| 2004                                                | 3 456                                               | 660                                                 | 626                                                 |
| 2005                                                | 3 315                                               | 782                                                 | 806                                                 |
| 2006                                                | 3 728                                               | 746                                                 | 631                                                 |
| 2007                                                | 3 383                                               | 702                                                 | 696                                                 |
| 2008                                                | -                                                   | -                                                   | -                                                   |
| 2009                                                | 2 748                                               | 609                                                 | 489                                                 |
| 2010                                                | -                                                   | -                                                   | -                                                   |
| 2011                                                | -                                                   | -                                                   | -                                                   |
| 2012                                                | 2 985                                               | 740                                                 | 700                                                 |
| 2013                                                | 2 949                                               | 746                                                 | 550                                                 |
| 2014                                                | 2 887                                               | 877                                                 | 938                                                 |
| 2015                                                | 3 255                                               | 595                                                 | 502                                                 |
| 2016                                                | 3 263                                               | 753                                                 | 675                                                 |
| 2017                                                | 3 235                                               | 857                                                 | 754                                                 |
| 2018                                                | 3 936                                               | 1 244                                               | 1 102                                               |
| 2019                                                | 3 913                                               | 929                                                 | 789                                                 |
| 2020                                                | 2 523                                               | 761                                                 | 636                                                 |
| 2021                                                | -                                                   | -                                                   | -                                                   |
| 2022                                                | 3 655                                               | 1 177                                               | 1 059                                               |
| 2023                                                | 3 561                                               | 1 233                                               | 1 112                                               |
| 2024                                                | 3 975                                               | 1 318                                               | 1 102                                               |

0,0: Halle ·
5,1: Beert-Bellingen ·
7,2: Sint-Renelde ·
10,0: Bierk ·
15,4: Edingen ·
18,2: Mark ·
24,2: Zullik ·
26,0: Opzullik ·
27,4: Hellebecq ·
30,7: Meslin-l'Evêque ·
32,8: Isières ·
34,4: Lanquesaint ·
38,4: Aat ·
41,7: Villers-Notre-Dame ·
43,7: Ligne ·
47,5: Chapelle-à-Wattines ·
50,4: Leuze ·
53,5: Pipaix ·
56,0: Barry-Maulde ·
61,6: Havinnes ·
63,9: Havinnes-Village ·
68,5: Doornik ·
71,1: Froyennes ·
75,5: Blandain
0,0: Geraardsbergen ·
4,6: Viane-Moerbeke ·
8,3: Galmaarden ·
10,3: Tollembeek ·
12,2: Herne ·
16,1: Edingen ·
19,9: Grandchamps ·
22,8: Rognon ·
29,0: 's-Gravenbrakel